# Verzweigung Luterbach
De Verzweigung Luterbach is een knooppunt in Zwitserland. Op dit knooppunt in de gemeente Luterbach sluit de A5 aan op de A1.

## Configuratie
Het knooppunt is een trompetknooppunt.